# 都呂施
都呂施部（黠戛斯文： 或 ，羅馬化：Töölös söök，羅馬化：Töläs söök，羅馬化：Döölös uruu），又译突律佽、突利失、咥利失，是一个极罕见于史籍但自唐代延续到现代的古黠戛斯及乌梁海部落（今阿尔泰、图瓦等族）。
今图瓦族除都呂施部外，还有一都縷施部（羅馬化：Tülüš söök），可能为同源词汇的异读。

## 起源
突厥汗国向西拓展后，将属民分为都呂施和达头（呾度）两翼。都呂施在东方，为旧部，达头（Tarduš）在西方，为新部。
|  | 紇扢斯專使將軍……等七人至天德（天德軍）上表云：「破滅回鶻之時，收得皇帝女公主（太和公主）。緣與大唐本是同姓之國，固不敢留公主，差都呂施合將軍送至南朝，至今不知信息。” |